# 古賀淳
古賀 淳（こが あつし、1975年2月25日 - ）は、日本の元ラグビー選手。

## プロフィール
- 神奈川県出身[1]。
- 現役時代のポジションはセンター(CTB)。
- 日本代表キャップ経験はないがラグビーワールドカップ1999の日本代表に選ばれた[2]。

## 略歴
日大藤沢高校、山梨学院大学を経て、1998年、三洋電機(現・埼玉パナソニックワイルドナイツ)に加入。なお山梨学院大学時代、関東大学ラグビーリーグ戦グループ1部初昇格に貢献。
2008年、三洋電機ワイルドナイツを退団した。